# Mali Beograd
Mali Beograd (v srbské cyrilici Мали Београд, maďarsky Kisbelgrád) je vesnice v srbské autonomní oblasti Vojvodina, administrativně spadající pod opštinu Bačka Topola. Nachází se na staré silnici, která spojuje město Bačka Topola se Suboticí. V roce 2011 žilo v Malém Bělehradu 456 obyvatel, z nichž většina byla srbské národnosti.
Vesnice je organizována podle hlavní silnice, která tudy prochází severo-jižním směrem. Má svojí poštu, od 30. do 70. let 20. století zde stávala také základní škola.